# Turbinicarpus saueri knuthianus
La biznaga cono invertido de Knuth (Turbinicarpus saueri subsp. knuthianus) es un cactus con un solo tallo, globoso a levemente achatado, de hasta 6 cm de altura y 7 cm de diámetro, de color azul verdoso. Las flores son hermafroditas, pero requieren del polen de otras plantas para fecundarse, permanecen abiertas durante el día y son polinizadas por insectos alados y hormigas. Las flores miden hasta 3 cm de longitud y 2.5 cm de diámetro, son de color rosa pálido con una línea media más oscura. Esta especie se reproduce varias veces durante su vida (estrategia de reproducción policárpica). Se dispersa a través de semillas, los agentes dispersores son animales, el viento y el agua.

## Clasificación y descripción
Planta de un solo tallo, de forma globosa a levemente achatado en la punta, de 3 a 6 cm de altura, y de 3.5 a 7 cm de diámetro, azul verdoso. Tubérculos de 4 a 7 mm y espinas centrales 1 a 2, de 10 a 16 mm de longitud, blancas. Espinas radiales 14 a 20, 6 a 8 mm de longitud. Flores de 2,3 a 3 cm de longitud: 18 a 25 mm de diámetro, tépalos menos de 19 mm de longitud, 5 mm de ancho, de color rosa pálido con una línea media más oscura

## Distribución
Esta especie tiene una distribución restringida y es endémica de México. Se localiza en el estado de San Luis Potosí, en los municipios de Guadalcázar, Cerritos y Villa Hidalgo.

## Ambiente
Se desarrolla en matorral xerófilo, desde muy denso a ralo. Otras especies vegetales que se desarrollan en los sitios son Bouteloua curtipendula, Setaria macrostachya y Tridens muticus. Los suelos son de origen calcáreo a limoso, se localiza preferentemente en pendientes. El rango altitudinal va de los 1000 a los 2000 m s. n. m. . El clima es árido y cálido, el rango de temperatura es de 18 a 22 °C. y la precipitación anual fluctúa entre los 300 y 400 mm.

## Estado de conservación
Debido al saqueo de las poblaciones silvestres, y a su distribución restringida, el número de ejemplares de esta especie se ha visto dramáticamente disminuidos en los últimos años (información obtenida para la especie Turbinucarpus knuthianus). La especie se encuentra listada en la NOM-059-SEMARNAT-2010, en la categoría Sujeta a Protección Especial (Pr), y en la Unión Internacional para la Conservación de la Naturaleza (UICN) aparece bajo la categoría de Vulnerable (vulnerable) (VU). Esta evaluación es para la especie nominal Turbinicarpus saueri, pero se incluye aquí porque la UICN reconoce tres subspecies, la nominal (saueri), y las subespecies knuthianus y nelissae, y no aclara si la evaluación de la especie las incluye o no. Este género se incluye en el Apéndice I de la CITES. Al ser una especie amenazada, en México su manejo se halla regulado bajo el Código Penal Federal, la Ley General del Equilibrio Ecológico y Protección al Ambiente, y la Ley General de Vida Silvestre.

## Usos
Ornamental